# Quebrada Chipaota
Die Quebrada Chipaota ist ein 40 km langer rechter Nebenfluss des Río Huallaga in der Provinz San Martín in der Region San Martín im zentralen Norden Perus.

## Flusslauf
Die Quebrada Chipaota entspringt im Norden der Cordillera Azul auf einer Höhe von etwa 1250 m. Das Quellgebiet befindet sich im äußersten Süden des Distrikts Chazuta. Die Quebrada Chipaota fließt anfangs 5 km in ostnordöstlicher Richtung, anschließend wendet sie sich nach Norden. Auf den unteren 20 Kilometern fließt die Quebrada Chipaota in Richtung Nordnordwest. Sie mündet schließlich 5,5 km östlich des Distriktverwaltungszentrums Chazuta gegenüber der Ortschaft Tununtunumba auf einer Höhe von etwa 175 m in den nach Osten strömenden Río Huallaga.  Wenige Meter westlich der Flussmündung befindet sich die Siedlung Musuk Llata Santa Rosa de Chipaota.

## Einzugsgebiet
Das Einzugsgebiet der Quebrada Chipaota umfasst eine Fläche von etwa 247 km². Es erstreckt sich über den Südwesten des Distrikts Chazuta. Das Einzugsgebiet bildet eine von allen Seiten eingeschlossene Beckenlandschaft. Sie wird im Südwesten von einem bis zu 1500 m hohen, im Osten von einem bis zu 1100 m hohen Höhenkamm eingerahmt. Im Süden treffen sich die beiden Höhenkämme. Nach Norden hin werden diese vom Río Huallaga in zwei Durchbruchstälern durchschnitten. Im Norden, am gegenüber gelegenen Ufer des Río Huallaga, verläuft ein weiterer Höhenkamm in Ost-West-Richtung. Das Einzugsgebiet der Quebrada Chipaota grenzt im Osten an das der Quebrada Mishquiyacu, im äußersten Süden an das des Río Cushabatay, im Südosten an das des Río Chipurana sowie im Osten an das der Quebrada Callanayacu. Das Gebiet ist relativ dünn besiedelt und größtenteils mit Bergregenwald bedeckt. Im Osten und im Süden verläuft die Grenze zum Nationalpark Cordillera Azul.